# Capogruppo (parlamento)
Il capogruppo è il membro di un gruppo parlamentare posto a capo dello stesso. Nei vari paesi può ricevere una diversa denominazione ufficiale, come presidente o leader del gruppo parlamentare (o del parlamentary party, partito parlamentare, locuzione tipica dei paesi anglosassoni). In particolare, il titolo di presidente è usato in molti paesi, tra cui Francia, Germania e Paesi Bassi; è usato anche Italia sebbene, nel linguaggio corrente, tenda ad essere sostituito da capogruppo. In Spagna si usa il titolo di portavoz (portavoce) del gruppo parlamentare. Negli Stati Uniti la denominazione generica è floor leader: ciascuna camera ha un majority leader e un minority leader, rispettivamente per il partito di maggioranza e per quello di minoranza; nella Camera dei rappresentanti, però, il leader effettivo del gruppo di maggioranza ricopre tradizionalmente la carica di Speaker, sicché il majority leader ha di solito un ruolo subordinato.
Anche la posizione del capogruppo nell'abito del partito di appartenenza varia da paese a paese: in alcuni, tra cui quelli anglosassoni e quelli scandinavi, il ruolo di leader del gruppo parlamentare (nella camera bassa, se il parlamento è bicamerale) coincide con quello di leader del partito; in tal caso il presidente o il segretario del partito, ove presente, tende ad avere un ruolo di secondo piano. Altrove, invece, i due ruoli sono distinti ed è il leader del partito che tende ad avere il ruolo di maggior rilievo, sebbene quello di capogruppo sia comunque considerato un incarico di prestigio.
Il ruolo di capogruppo, oltre alla leadership del gruppo parlamentare, comporta la sua rappresentanza, in particolare nei confronti del presidente e degli altri organi interni della camera di appartenenza, anche attraverso la partecipazione ad appositi organi collegiali (come la Conferenza dei presidenti dei gruppi nella Camera dei deputati italiana).
Il capogruppo può essere eletto dai membri del gruppo parlamentare o, specie laddove ha anche il ruolo di leader del partito, da un organo più ampio di quest'ultimo. Può essere affiancato da altri organi interni al gruppo, monocratici (come, ad esempio, uno o più vicepresidenti o segretari) o collegiali. Nei paesi anglosassoni i leader dei gruppi parlamentari sono supportati dai whip incaricati di assicurare che i membri del gruppo si conformino alla disciplina di partito; una funzione analoga è svolta in Germania dal Parlamentarischer Geschäftsführer.